# Чёрные флаги

Простой чёрный флаг; флаг Эмирата Афганистан в 1880—1901 гг.

Чёрный флаг — флаг, у которого полотнище полностью или частично чёрного цвета.
Чёрный флаг использовался и используется во многих государствах и странах мира, в различные периоды истории человечества, и в различных областях жизнедеятельности. В зависимости от цивилизации у различных народов, народностей, обществ имел различное значение и использование. Например на Волжском бассейне при проводке каравана судов мокшан находились особые завозни с необходимыми приспособлениями для съёмки судна с мели, причём если одно из судов каравана терпело аварию, то на нём поднимался сигнал (чёрный флаг), по которому все остальные суда были обязаны стать на якорь и подать помощь повреждённому судну. Ниже представлены сведения об использовании чёрных флагов.

## В истории
- Чёрный флаг («Чёрное знамя Пророка») использовал Мухаммед в качестве символа новой религии — ислама[2][3]. В дальнейшем он использовался в качестве знамени халифатом Аббасидов. Также утверждалось, что это флаг той армии, которая будет бороться с Даджалем.
- В XVI веке, во время крестьянских войн в Германии чёрный флаг использовался восставшими крестьянами.
- Во время Гражданской войны в США 1861—1865 годов чёрный флаг поднимали некоторые иррегулярные части Армии КША как символ того, что они не собираются ни давать, ни просить пощады; противопоставлялся белому флагу капитуляции.
- Чёрный флаг анархистов является символом этого движения с 1880-х гг. Анархисты используют как простой чёрный флаг, так и чёрный флаг с символом «А в круге», который является отсылкой к известному афоризму Прудона о том, что анархия (фр. anarchie) — мать порядка (фр. ordre).
- Полностью чёрный флаг был флагом Афганистана в 1880—1901 гг. (см. Флаг Афганистана)
- После капитуляции нацистской Германии во Второй мировой войне немецким подводным лодкам было приказано поднять чёрный флаг, прибыть в порты Союзников и сдаться[4].

## В обществе
- В западном мире чёрные флаги часто ассоциируются с похоронами — в частности, с объявлением государственного или народного траура.
- «Чёрный флаг» является синонимом для «Весёлого Роджера» — черепа и скрещённых под ним костей, которые расположены на чёрном поле, — и связан с пиратством[5].
- Чёрный флаг является символом ультраортодоксальной иудейской антисионистской группы Нетурей карто. Он вывешивается в знак траура по созданию государства Израиль, чаще всего — на День независимости Израиля.
- Пиратская партия Швеции и ряд других партий Пиратского интернационала используют чёрный флаг как часть своего символа, напоминающего по форме букву «P» (от швед. Piratpartiet).

## В качестве сигнального

Флаг «Еры» военно-морского Свода сигналов СССР

- Флаг «Еры» («Ы») военно-морского Свода сигналов СССР является чёрным с диагональной белой полосой.
- Чёрный флаг используется как гоночный флаг, для вызова водителя на заправочно-ремонтный пункт.
- В некоторых видах гонок чёрный флаг используется для дисквалификации участников соревнований или для указания на какие-то иные взыскания (такие как принудительный пит-стоп в NASCAR).
- В парусных гонках, когда чёрный флаг показывается вместе с сигналом «подготовительный», лодка, которая заходит за стартовую линию в течение последней минуты перед сигналом «старт открыт», немедленно дисквалифицируется без рассмотрения[6].